# Barry Kelley
Barry Kelley (19 de agosto de 1908 – 15 de junio de 1991), a veces acreditado como Barry Kelly, fue un actor teatral, cinematográfico y televisivo de nacionalidad estadounidense.

## Biografía
Nacido en Chicago, Illinois (Estados Unidos), su nombre completo era Edward Barry Kelley. Inició su carrera como actor teatral, actuando en el circuito de Broadway (Nueva York) en once piezas entre 1934 y 1947. Además, en 1936, participó en la representación de Santa Juana, de George Bernard Shaw (con Katharine Cornell en el papel del título, Brian Aherne y Maurice Evans), y Hamlet, de William Shakespeare (con John Gielgud en el papel principal, Judith Anderson y Lillian Gish).
Siempre en Broadway, encarnó a Ike Skidmore en la comedia musical ¡Oklahoma! (con Alfred Drake y Celeste Holm), música de Richard Rodgers y dirección de Rouben Mamoulian), representada desde marzo de 1943 a mayo de 1948.
En el cine debutó, con un pequeño papel no acreditado, en el film Boomerang !, de Elia Kazan (con Dana Andrews y Jane Wyatt), estrenado en 1947. En total, a lo largo de su carrera trabajó en cincuenta y nueve películas estadounidenses (westerns incluidos), a menudo interpretando papeles de reparto con personajes como policías, detectives o shériffs. Su última película fue The Extraordinary Seaman, de John Frankenheimer (con David Niven y Faye Dunaway), estrenada en 1969, y tras la cual se retiró.
Entre sus películas merecen destacarse Llamad a cualquier puerta (de Nicholas Ray, 1949, con Humphrey Bogart y John Derek), The Asphalt Jungle (de John Huston, 1950, con Sterling Hayden y Louis Calhern), Carrie (de William Wyler, 1952, con Laurence Olivier y Jennifer Jones), Buchanan Rides Alone (de Budd Boetticher, 1958, con Randolph Scott y Craig Stevens), o Jack the Giant Killer (de Nathan Juran, 1962, con Kerwin Mathews y Judi Meredith).
Para la televisión, además de un telefilm emitido en 1966, Barry Kelley participó entre 1952 y 1968 en ochenta y tres episodios de series de televisión, entre ellas Wanted: Dead or Alive (dos episodios, 1960, con Steve McQueen), The Addams Family (dos episodios, 1964-1965, con John Astin y Carolyn Jones), y Mister Ed (once episodios, 1962-1966, con Alan Young).
Barry Kelley falleció en Los Ángeles, California (Estados Unidos), en 1991, a los 82 años de edad.

## Teatro en Broadway
- 1934-1935 : Within the Gates, de Seán O'Casey, escenografía de Melvyn Douglas
- 1935-1936 : Parnell, de Elsie Schauffler
- 1936 : Santa Juana, de George Bernard Shaw, producción de Katharine Cornell
- 1936 : Hamlet, de William Shakespeare
- 1936-1937 : The Wingless Victory, de Maxwell Anderson
- 1937-1938 : The Star-Wagon, de Maxwell Anderson
- 1940 : Mamba's Daughters, de Dorothy y DuBose Heyward
- 1942-1943 : Strip for Action, de Howard Lindsay y Russel Crouse, escenografía de Bretaigne Windust
- 1943-1948 : ¡Oklahoma!, comedia musical, música de Richard Rodgers, letra y libreto de Oscar Hammerstein II, escenografía de Rouben Mamoulian, coreografía de Agnes de Mille
- 1946 : Loco, de Dale Eunson y Katherine Albert
- 1946-1947 : Wonderful Journey, de Harry Segall
- 1947 : Portrait in Black, de Ivan Goff y Ben Roberts

## Filmografía (selección)

### Cine
- 1947 : Boomerang !, de Elia Kazan

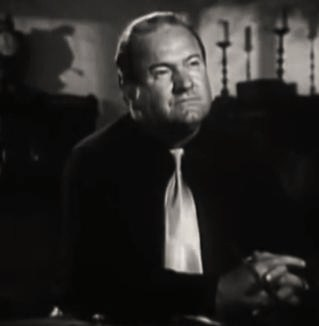
The Capture (1950)

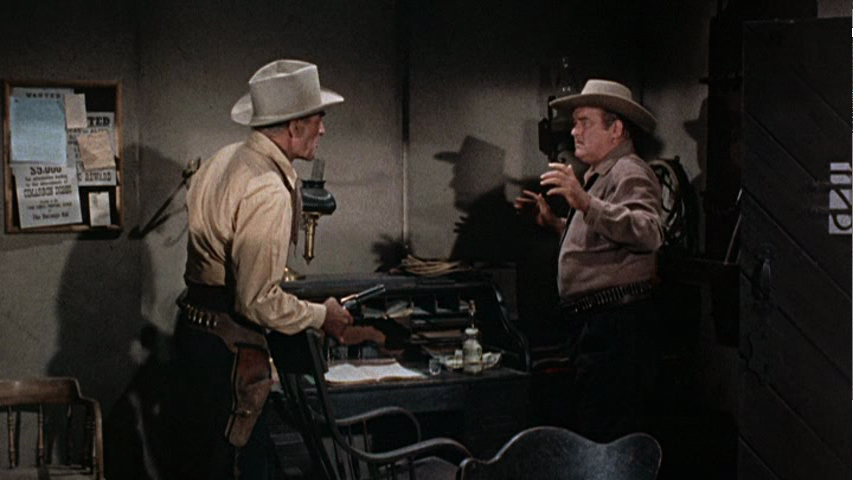
Con Randolph Scott (izq.), en Buchanan Rides Alone (1958)

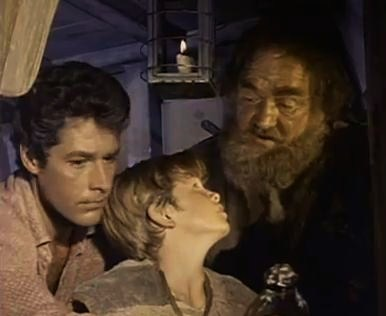
Kerwin Mathews (izq.) y Roger Mobley, en Jack the Giant Killer (1962)

- 1948: La fuerza del mal, de Abraham Polonsky
- 1949 : Llamad a cualquier puerta, de Nicholas Ray
- 1949 : Mr. Belvedere Goes to College, de Elliott Nugent
- 1949 : Ma and Pa Kettle, de Charles Lamont
- 1949 : Too Late for Tears, de Byron Haskin
- 1949 : Red, Hot and Blue, de John Farrow
- 1949 : The Undercover Man, de Joseph H. Lewis
- 1949 : Fighting Man of the Plains, de Edwin L. Marin
- 1950 : Wabash Avenue, de Henry Koster
- 1950 : The Black Hand, de Richard Thorpe
- 1950 : Right Cross, de John Sturges
- 1950 : The Asphalt Jungle, de John Huston
- 1950 : The File of Thelma Jordon, de Robert Siodmak
- 1950 : The Capture, de John Sturges
- 1950 : Love That Brute, de Alexander Hall
- 1951 : Infierno en las nubes, de Nicholas Ray
- 1951 : The Well, de Leo C. Popkin y Russell Rouse
- 1952 : Carrie, de William Wyler
- 1952 : Woman of the North Country, de Joseph Kane
- 1953 : Remains to Be Seen, de Don Weis
- 1953 : South Sea Woman, de Arthur Lubin
- 1953 : Vice Squad, de Arnold Laven
- 1953 : Law and Order, de Nathan Juran
- 1954 : The Long Wait, de Victor Saville
- 1954 : The Shanghai Story, de Frank Lloyd
- 1955 : Trial, de Mark Robson
- 1955 : New York Confidential, de Russell Rouse
- 1955 : Women's Prison, de Lewis Seiler
- 1956 : Accused of Murder, de Joseph Kane
- 1957 : La máscara del dolor, de Charles Vidor
- 1957 : Monkey on My Back, de André De Toth
- 1957 : The Wings of Eagles, de John Ford
- 1958 : Buchanan Rides Alone de Budd Boetticher
- 1958 : The Buccaneer,  de Anthony Quinn
- 1960 : Elmer Gantry, de Richard Brooks
- 1960 : Ice Palace, de Vincent Sherman
- 1961 : The Police Dog Story, de Edward L. Cahn
- 1962 : The Manchurian Candidate, de John Frankenheimer
- 1962 : Jack the Giant Killer, de Nathan Juran
- 1964 : Cuatro gánsters de Chicago, de Gordon Douglas
- 1964 : Rio Conchos, de Gordon Douglas
- 1965 : How to Murder Your Wife, de Richard Quine
- 1966 : Boy, Did I Get a Wrong Number!, de George Marshall
- 1968 : The Love Bug, de Robert Stevenson
- 1969 : The Extraordinary Seaman, de John Frankenheimer

### Televisión
- 1957-1963 : Gunsmoke
  - Temporada 3, episodio 9 : Romeo (1957), de Ted Post
  - Temporada 9, episodio 12 : The Magician (1963)
- 1958-1962 : Maverick
  - Temporada 2, episodio 12 : Prey of the Cat (1958), de Douglas Heyes
  - Temporada 5, episodio 13 : One of Our Trains Is Missing (1962)
- 1959 : The Wonderful World of Disney
  - Temporada 6, episodio 7 : Elfego Baca : Move Along, Mustangers, de George Sherman, y episodio 8 : Elfego Baca : Mustang Man, Mustang Maid
- 1959-1962 : Cheyenne
  - Temporada 4, episodio 1 : Blind Spot (1959)
  - Temporada 7, episodio 7 : Dark Decision (1962), de Robert Sparr
- 1959-1963 : 77 Sunset Strip
  - Temporada 1, episodio 17 : Dark Vengeance (1959), de Richard L. Bare
  - Temporada 4, episodio 23 : The Parallel Caper (1962), de Leslie H. Martinson
  - Temporada 6, episodio 7 : 88 Bars (1963), de Abner Biberman
- 1959-1965 : Bonanza
  - Temporada 1, episodio 1 : A Rose for Lotta (1959), de Edward Ludwig
  - Temporada 4, episodio 7 : The War Comes to Washoe (1962), de Don McDougall
  - Temporada 6, episodio 24 : Right is the Fourth R (1965), de Virgil W. Vogel
- 1960 : Wanted : Dead or Alive
  - Temporada 2, episodio 21 : Jason, de George Blair, y episodio 32 : Pay-Off at Pinto, de Don McDougall
- 1961 : Bat Masterson
  - Temporada 3, episodio 26 : Ledger of Guilt, de William Conrad
- 1961 : Los Intocables
  - Temporada 2, episodio 28 : The Nero Rankin Story, de Stuart Rosenberg
- 1962 : Bus Stop
  - Única temporada, episodio 19 : How Does Charlie Feel?, de Richard L. Bare
- 1962 : Laramie
  - Temporada 3, episodio 20 : A Grave for Cully Brown, de Joseph Kane
- 1962 : The New Breed
  - Única temporada, episodio 29 : Thousands & Thousands of Miles, de Joseph Pevney
- 1962-1966 : Mister Ed
  - Temporada 2, episodio 16 : Horse Wash (1962), de Arthur Lubin
  - Temporada 4, episodio 5 : Be Kind to Humans (1963), de Arthur Lubin
  - Temporada 5, episodio 8 : What Kind of Foal Am I? (1965), de Arthur Lubin, y episodio 13 : Never Ride Horses (1965), de Arthur Lubin
  - Temporada 6, episodio 1 : Ed the Counterspy (1965), de Arthur Lubin ; episodio 7 : TV or Not TV (1965), de Alan Young ; episodio 9 : Don't Skin That Bear (1965), de Alan Young ; episodio 10 : Ed the Bridegroom (1965), de Alan Young ; episodio 11 : Ed and the Motorcycle (1966), de Arthur Lubin ; episodio 12 : Cherokee Ed (1966), de Arthur Lubin, y episodio 13 : Ed Goes to College (1966), de Arthur Lubin
- 1963 : Burke's Law
  - Temporada 1, episodio 1 : Who Killed Holly Howard?, de Hy Averback
- 1963 : El fugitivo
  - Temporada 1, episodio 7 : Smoke Screen
- 1964 : The Munsters
  - Temporada 1, episodio 3 : A Walk on the Mild Side, de Norman Abbott
- 1964 : Daniel Boone
  - Temporada 1, episodio 6 : Lac Duquesne
- 1964-1965 : Death Valley Days
  - Temporada 12, episodio 15 : The Paper Dynasty (1964)
  - Temporada 13, episodio 22 : No Gun Behind His Badge (1965)
- 1964-1965 : El virginiano
  - Temporada 2, episodio 25 : Rope of Lies, de Herschel Daugherty
  - Temporada 3, episodio 9 : The Girl from Yesterday (1964), de John Florea, y episodio 29 : The Showdown (1965), de Don McDougall
- 1964-1965 : The Addams Family
  - Temporada 1, episodio 12 : Morticia, the Matchmaker (1964), de Jerry Hopper, y episodio 15 : The Addams Family Meets a Beatnik (1965), de Sidney Lanfield
- 1966 : Perry Mason
  - Temporada 9, episodio 24 : The Case of the Fanciful Frail, de Jesse Hibbs
- 1966 : Laredo
  - Temporada 1, episodio 29 : The Would-Be Gentleman of Laredo, de Earl Bellamy
- 1966 : El túnel del tiempo
  - Única temporada, episodio 2 : One Way to the Moon
- 1966 : La chica de CIPOL
  - Única temporada, episodio 14 : The Jewels of Topango Affair, de John Brahm
- 1967 : The Lucy Show
  - Temporada 5, episodio 17 : Main Street U.S.A.